# Vulturnus voltumna
Vulturnus voltumna är en insektsart som beskrevs av George Willis Kirkaldy 1907. Vulturnus voltumna ingår i släktet Vulturnus och familjen dvärgstritar. Inga underarter finns listade i Catalogue of Life.